# Papuanticlea lasioplaca
Papuanticlea lasioplaca är en fjärilsart som beskrevs av Oswald Beltram Lower 1897. Papuanticlea lasioplaca ingår i släktet Papuanticlea och familjen mätare. Inga underarter finns listade i Catalogue of Life.